# مركز القانون الدولي في كاليفورنيا

## نظرة عامة
مركز القانون الدولي في كاليفورنيا عبارة عن مركز أبحاث موجود في جامعة كاليفورنيا، كلية ديفيس للحقوق (قاعة مارتن لوثر كينج الابن) يركز على القانون الدولي والمقارن والقانون الدولي. وهو يعمل على تعزيز المنح وتطوير المناهج والمستقبل المهني والشراكات مع المنظمات مثل الجمعية الأمريكية للقانون الدولي ومركز روبرت كينيدي للعدالة وحقوق الإنسان. وقد تم تأسيس هذا المركز عام 2009، ومديرته هي ديان ماري أمان، وهي عالمة مميزة في مجال القانون الدولي. وينطق الاسم المختصر للمركز "CILC" كـ «سيلك.» ويرعى مركز القانون الدولي في كاليفورنيا منافسة محاكم المجالس الشعبية القومية لقانون حق اللجوء السياسي واللاجئين.

## مشروع دارفور
وقد تشارك مركز القانون الدولي في كاليفورنيا مع مركز روبرت كينيدي للعدالة وحقوق الإنسان من أجل تنفيذ مشروع خاص يركز على أزمة دارفور. ويشارك د. محمد أحمد عبد الله الحائز على جائزة خاصة من مركز روبرت كينيدي لحقوق الإنسان لعام 2007 والكليات الأكاديمية من مختلف أرجاء كاليفورنيا وزملاء مركز القانون الدولي في كاليفورنيا ودارسيه وخريجيه في عمل تقرير حول جهود التسوية في الماضي.

## المجلس العالمي
يتكون المجلس العالمي لمركز القانون الدولي في كاليفورنيا من قادة يعملون في مجال القانون الدولي والدفاع عن السياسات. وتضم قائمة الأعضاء الحاليين بالمجلس على البروفيسور كلايبورن كارسون والبروفيسور ميريل ديلماس مارتي والبروفيسور ويليام إيه شاباس والسفير السابق ديريك شيرار والقاضية باتريشيا إم والد.

## وصلات خارجية
- homepage